# 교감신경줄기
교감신경줄기(sympathetic trunks, sympathetic chain, gangliated cord) 또는 교감신경간(交感神經幹)은 머리뼈바닥에서 꼬리뼈까지 주행하는 한 쌍의 신경섬유 다발이다. 교감신경계를 구성하는 주된 구조이다.

## 구조
교감신경줄기는 척주 전체에서 척추뼈몸통의 바로 가쪽에 놓여 있다. 교통가지를 통해 척수신경의 앞가지와 연결된다. 교감신경줄기를 통해 교감신경계의 신경절이전섬유는 T1보다 위쪽으로 올라갈 수 있으며, L2-3보다 아래쪽까지 내려갈 수 있다.
교감신경줄기의 위쪽 끝은 목동맥관을 통해 머리뼈의 안으로 연속해서 올라가 속목동맥 주변에서 신경얼기를 형성한다. 교감신경줄기의 아래쪽 부분은 꼬리뼈의 앞쪽으로 지나가 홑신경절에서 다른 신경줄기와 합쳐진다.
전체 교감신경줄기에는 척추옆신경절이라는 교감신경절이 존재한다.

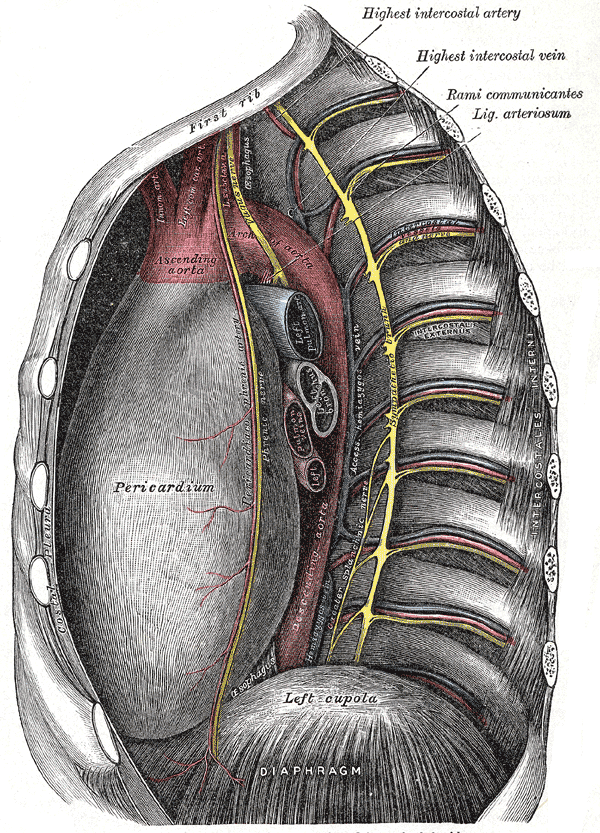
교감신경줄기(노란색으로 표시)는 척주 바로 가쪽에 위치한다.

## 기능
교감신경줄기는 교감신경계의 기본을 이루는 구조로서 자율신경계의 일부라고 할 수 있다. 신경섬유는 교감신경줄기를 통해 원래 시작된 위치보다 위쪽이나 아래쪽으로 이동할 수 있게 된다. 또한 다수의 내장신경과 같은 여러 신경들이 교감신경줄기로부터 직접 갈라져 나온다.

## 추가 이미지

척수신경의 형성
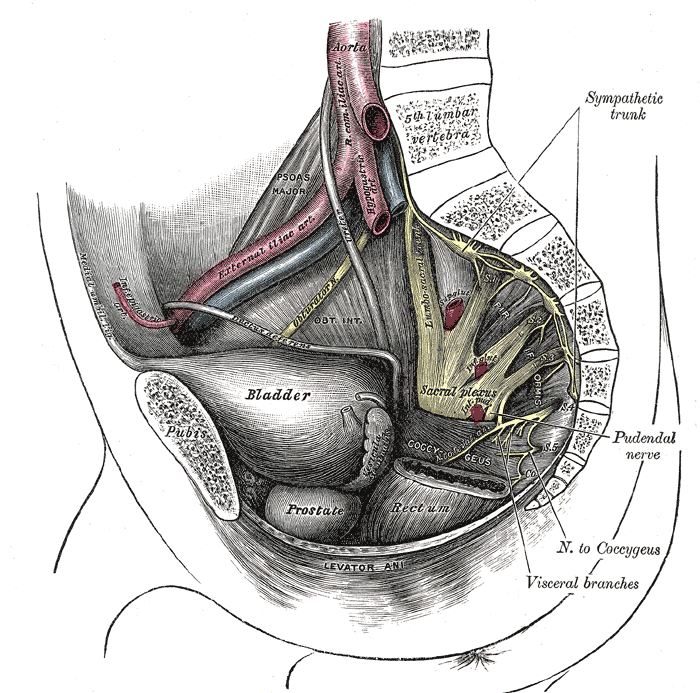
골반의 측면 벽 해부. 엉치신경얼기와 음부신경얼기가 드러나 있다.
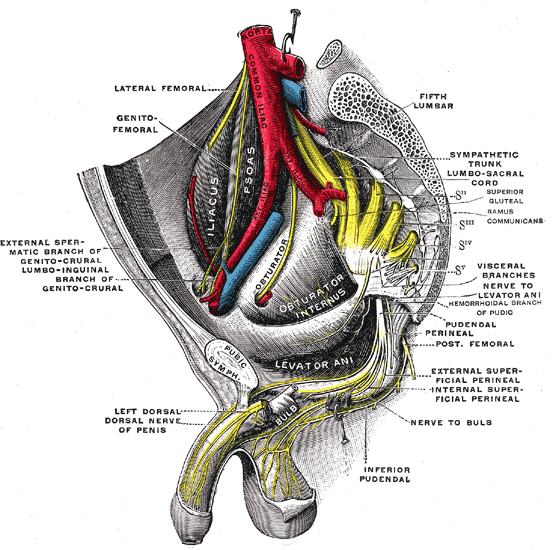
오른쪽 엉치신경얼기
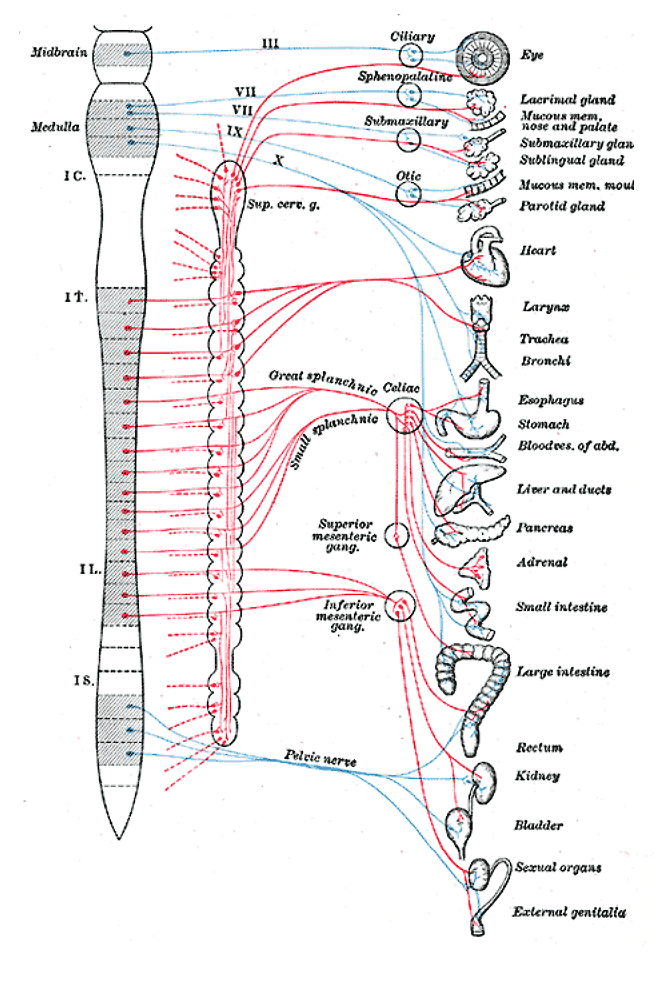
교감신경계의 날신경
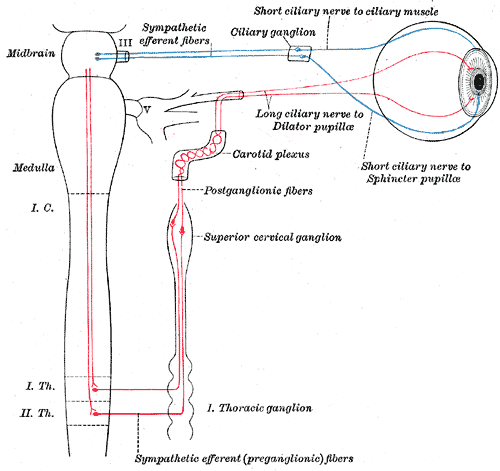
섬모체신경절과 위목신경절의 연결
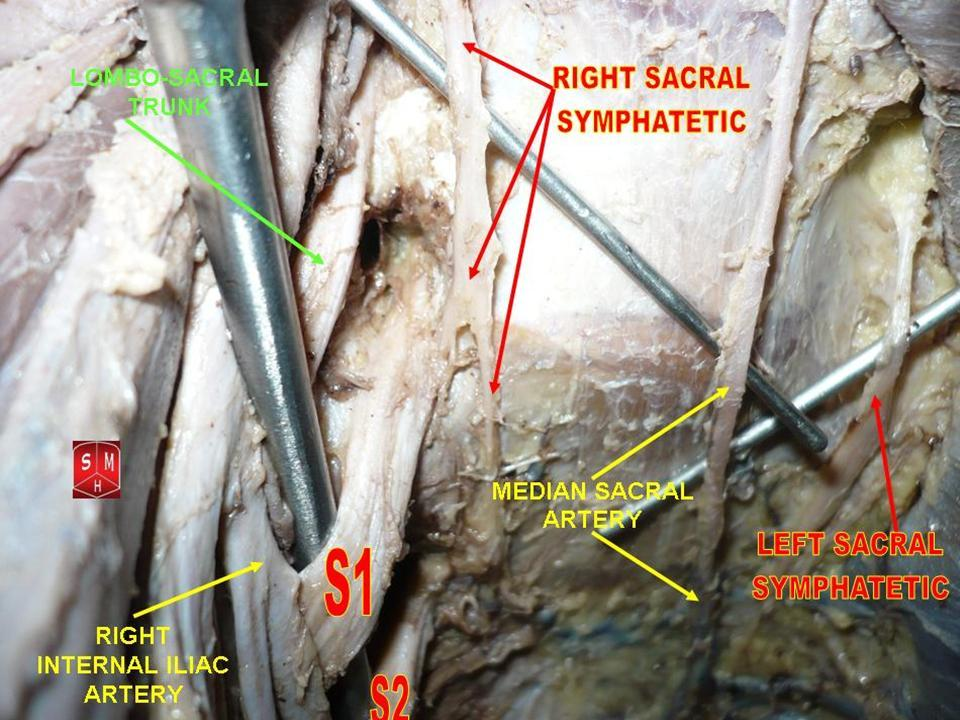
엉치부위의 교감신경

## 같이 보기
- 호너 증후군

## 참고 문헌
이 문서는 현재 퍼블릭 도메인에 속하는 그레이 해부학 제20판(1918) page 976의 내용을 기초로 작성된 글이 포함되어 있습니다.
1. ↑  Mader S. S. (2000): Human biology. McGraw-Hill, New York, ISBN 0-07-290584-0; ISBN 0-07-117940-2.
2. ↑  Pritchard T. E.,  Alloway D. (1999): Medical neuroscience. Hayes Barton Press, ISBN 978-1-59377-200-0:https://books.google.com/books/about/Medical_neuroscience.html?id=m7Y80PcFHtsC%5B깨진+링크(과거+내용+찾기)%5D.
3. ↑  Butler A. B., Hodos W. (2005): Comparative vertebrate neuroanatomy: evolution and adaptation.  Wiley-Blackwell, ISBN 978-0-471-21005-4.
4. ↑  Butler, Ann B.; Hodos, William (2005년 9월 2일). 《Comparative Vertebrate Neuroanatomy: Evolution and Adaptation》 (영어). Wiley. ISBN 9780471733836.
5. ↑  Hall J.  E., Guyton A. C. (2006): Textbook of medical physiology, 11th edition. Elsevier Saunders, St. Louis, Mo, ISBN 0-7216-0240-1.
6. ↑  Warrell D. A., Cox T. M., Firth J. D. (2010): The Oxford Textbook of Medicine 보관됨 2012-03-21 - 웨이백 머신 (5th ed.). Oxford University Press
7. ↑  Greenstein B., Greenstein A. (2002): Color atlas of neuroscience – Neuroanatomy and neurophysiology. Thieme, Stuttgart – New York, ISBN 9783131081711.